# モグモ超解像
モグモ超解像（モグモちょうかいぞう、英: Mogmo Super Resolution）は、米Mogmo社がロシアのサンクトペテルブルク研究所で開発した動画用の超解像ソフトウェア。

## モグモ超解像とは
解像度の低いフレーム内にある被写体の動きを前後の複数のフレームから解析。Mogmo社独自のアルゴリズムで映像の解像度を向上させる技術。
モグモ超解像の高画質化処理はサーバー型のため、ユーザーの設備負担が比較的軽いこと、システム運用後の機能追加やアップデートも比較的容易に行えると考えられている。
モグモ超解像の特徴としては、以下の5点が挙げられる。
- 高度な画像・映像の復元能力
- 顕著な画質の向上
- 詳細なパターンを失わないフレームの高解像度化
- ノイズと画像劣化部分の除去
- 4倍までの解像度の向上

モグモ超解像の動作予測は、Hemming norm / Morphologic 基準、拡大画像でのピラミッドパターン検出、ピクセルの四分割化、背景/前景の区分、被写体領域画素群化などを適用。また、近隣フレームの解析による被写体の動作補正、補正された画素から非補正画素による補間、時空中間フィルター、適切な空間フィルターの起用などがフレーム復元の手法として使われている。